# Liste der Monuments historiques in Chassagne-Montrachet
Die Liste der Monuments historiques in Chassagne-Montrachet führt die Monuments historiques in der französischen Gemeinde Chassagne-Montrachet auf.

## Liste der Objekte
| Bezeichnung                   | Beschreibung                                                                                                   | Standort                     | Kennzeichnung | Schutzstatus | Datum | Bild |
| ----------------------------- | --- | ---------------------------- | ------------- | ------------ | ----- | ---- |
| Stiftungsstein                | Stein, bezeichnet 1484 und 1488                                                                                | in der Kirche St-Marc (Lage) | PM21000533    | Classé       | 1929  |      |
| Skulptur Madonna mit Kind     | Holz, farbig gefasst, 18. Jahrhundert                                                                          | in der Kirche St-Marc (Lage) | PM21000534    | Classé       | 1960  |      |
| Prozessionskreuz              | Messing, versilbert, Bronze, versilbert und vergoldet, 18. Jahrhundert                                         | in der Kirche St-Marc (Lage) | PM21000535    | Classé       | 1960  |      |
| Zwei Messkännchen             | Silber, vergoldet, 17. Jahrhundert; im Musée d’art sacré de Dijon deponiert                                    | in der Kirche St-Marc (Lage) | PM21000536    | Classé       | 1960  |      |
| Kelch                         | Silber, vergoldet, 17. bis 19. Jahrhundert                                                                     | in der Kirche St-Marc (Lage) | PM21000537    | Classé       | 1978  |      |
| Gemälde Mariä Himmelfahrt     | Ölfarbe auf Holz, vergoldeter Holzrahmen, 17. Jahrhundert                                                      | in der Kirche St-Marc (Lage) | PM21000538    | Classé       | 1978  |      |
| Gemälde Madonna mit Kind      | Ölfarbe auf Leinwand, 17. oder 18. Jahrhundert; nach dem Lukasbild in der Basilika Santa Maria Maggiore in Rom | in der Kirche St-Marc (Lage) | PM21003635    | Inscrit      | 1976  |      |
| Gemälde Markus der Evangelist | Ölfarbe auf Leinwand, um 1700                                                                                  | in der Kirche St-Marc (Lage) | PM21003636    | Inscrit      | 1976  |      |